# Greeley (Colorado)
Greeley è un comune degli Stati Uniti d'America, nella Contea di Weld, nello Stato del Colorado. Ha una popolazione di 76 930 abitanti.